# 米赫麗瑪蘇丹

米赫麗瑪蘇丹

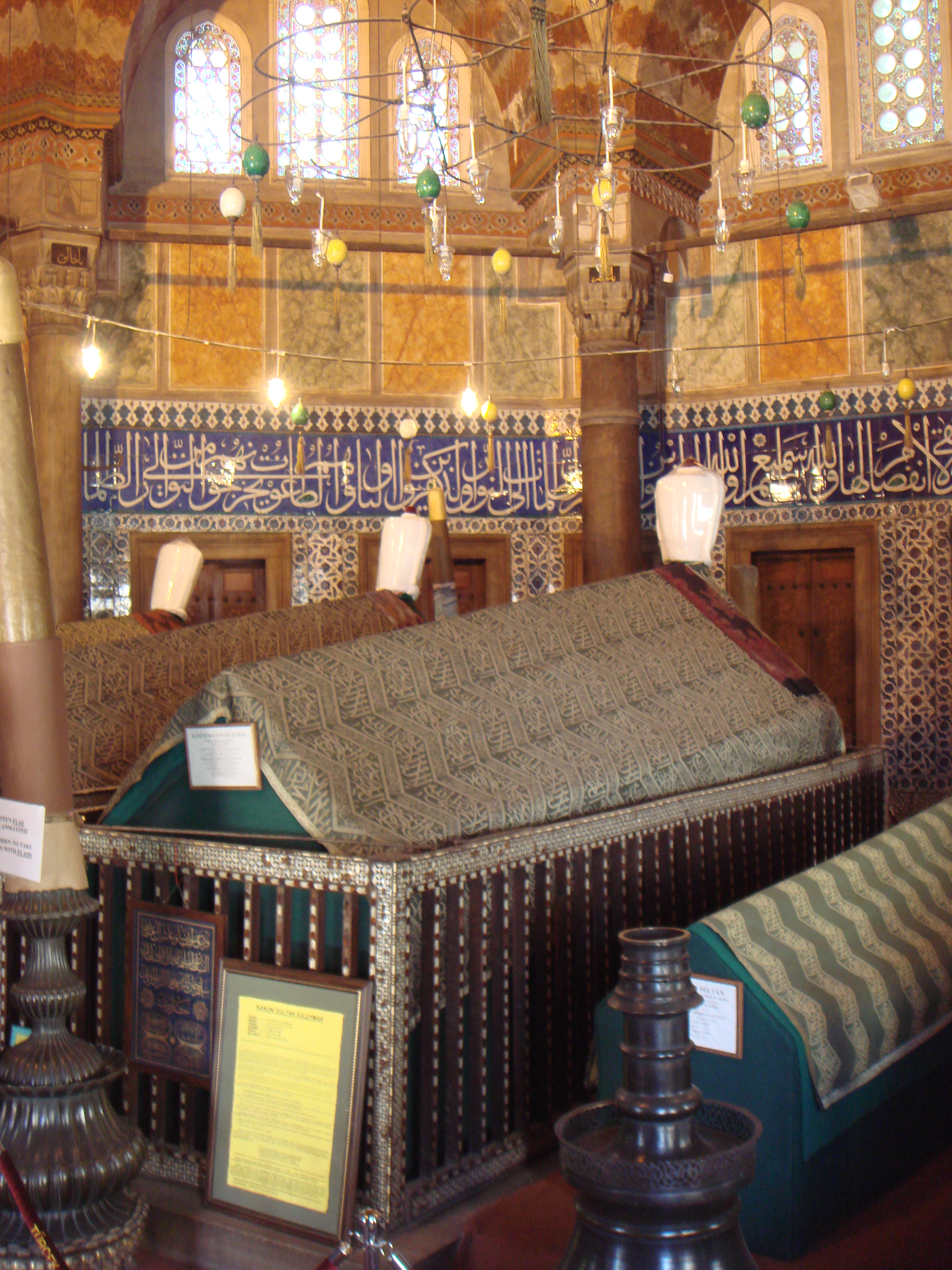
米赫丽玛苏丹去世后被埋葬在苏莱曼尼耶清真寺，其父苏莱曼一世旁

米赫麗瑪蘇丹（土耳其語：Mihrimah Sultan，1522年—1578年1月25日），是奥斯曼帝国的政治人物，蘇萊曼一世與許蕾姆蘇丹之女，她的名字「Mihrimah」意思為「日與月」。1539年11月26日，米赫麗瑪與魯斯坦帕夏結婚，她生有一雙兒女蘇丹扎德·奧斯曼和艾榭·許瑪莎蘇丹。根據一些學著記載，米赫麗瑪蘇丹在其母親許蕾姆蘇丹和老公魯斯坦帕夏對其同父異母的兄弟穆斯塔法皇子策劃的陰謀中有一手，即她藉口拜訪在阿馬斯亞行省任總督的哥哥，偷偷複製了他的印章，魯斯坦帕夏隨後用此印章以穆斯塔法王子的口吻給波斯統治者塔和馬斯普寄去一封尋求一起推翻蘇萊曼一世的信，塔和馬斯普的回信被魯斯坦帕夏截獲並呈給蘇萊曼一世，蘇萊曼一世由此認定穆斯塔法王子叛變之心昭然若揭，使其被勒死。
米赫麗瑪在母親許蕾姆蘇丹駕崩後，主導鄂圖曼後宮，直到穆拉德三世登基，穆拉德之母努爾巴努蘇丹取代她的地位。她的經濟實力使她能資助兄弟塞利姆二世，她也贊助興建清真寺，伊斯坦堡有兩座清真寺以米赫麗瑪的名字命名。蘇萊曼一世所有的子女中，只有米赫麗瑪死後與蘇萊曼一同葬在苏莱曼尼耶清真寺。

## 出生
根据奥斯曼帝国后宫记载，米赫丽玛苏丹出生时她的母亲许蕾姆苏丹非常悲伤。因为当时在后宫中还有一位苏丹的宠妃，即古丽巴哈尔苏丹，她和苏莱曼一世育有长子穆斯塔法王子。如果许蕾姆苏丹想在后宫等级上超过古丽巴哈尔，就必须要再生一个王子，但是却生了米赫丽玛苏丹。但是苏莱曼一世对这位女儿却格外的喜爱，给了她意为“日与月”的波斯语名字，米赫里玛（奥斯曼语读法：mihr ü mâh）。在后来的日子里，米赫里玛苏丹凭借父皇对她的舐犊之情，在奥斯曼帝国朝政，外交，文化政策上展现了划时代的影响，以至于在后续的王位继承大事中，使父皇立放弃了立其同父异母的哥哥穆斯塔法王子为太子的决定，改变了历史的车轮。

## 王位继承战争
在苏莱曼一世的长子穆斯塔法王子被其亲自勒死，最小的有先天脊椎疾病的皇子吉罕格尔因对哥哥的死亡悲愤过度去世之后，苏莱曼大帝只剩下了巴耶塞特王子和塞里姆王子两位继承人。在巴耶塞特王子镇压追随其长兄穆斯塔法王子的叛乱者的起义上展现出来了慈悲之心，苏莱曼一世心中认定继承人为塞里姆王子。而许蕾姆苏丹和米赫丽玛苏丹却站在了巴耶塞特这边。但是在许蕾姆苏丹去世后，巴耶塞特身边只剩下了姐姐米赫丽玛苏丹。后来巴耶塞特私下练兵试图在其父皇尚在人世的时候刘解决塞里姆，苏莱曼派出了未来的大维齐尔索库鲁穆罕默德帕夏支援塞里姆王子。米赫丽玛苏丹和鲁斯坦帕夏最后没能阻止父皇处死因与塞里姆的王位继承战中失利败逃波斯的巴耶塞特。